# Kultur Kooperative Ruhr
Die Kultur Kooperative Ruhr (KKR) wurde im Oktober 1974 als erste Interessenvertretung für freie Künstlerinnen und Künstler im Ruhrgebiet in Dortmund gegründet. 1976 und 1978 produzierte die KKR zwei Revuen für das junge forum der Ruhrfestspiele Recklinghausen. Diese Produktionen gingen auch bundesweit auf Tournee. 1979 veranstaltete die KKR in Dortmund und Münster „Kulturrummel“, bei denen alle Mitgliedsgruppen präsentiert wurden. Im selben Jahr produzierte sie das Buch Kultur selber machen, eine Arbeitshilfe für die kulturelle Jugendbildung.
Im Jahr 1981 gründete die KKR die „Kulturwerkstatt“, eine Weiterbildungseinrichtung für kulturelle Fort- und Weiterbildung.
In den folgenden Jahren initiierte und realisierte sie eine Vielzahl von Projekten, die modellhaft für die Arbeit der freien Kulturszene standen. So entstand unter der Regie von Peter Möbius 1984 „Brennende Wünsche-Flammende Herzen“, eine künstlerische Gesamtinszenierung im Fritz-Henßler-Haus in Dortmund; 1987 unter der Regie von Augustin Upmann der „Ball der Traumpiraten“. Ab 1988 bespielte die KKR Industriebrachen wie die ehemalige Zeche Zollern II/IV.
Einen Schwerpunkt der KKR bildete seit Ende der 1980er Jahre die interkulturelle Arbeit. Mit der Gruppe „Windrose“ wurde – unter der Leitung von Karl Adamek und Peter Bursch – das erste deutsch-türkische Musikensemble gegründet. Adamek wurde später Initiator von il canto del mondo.
1992 rief die KKR das Musikerinnenprojekt rocksie ins Leben und bot damit jungen Frauen die Möglichkeit, sich auf eine Karriere als Rock- und Pop-Musikerinnen vorzubereiten. Im selben Jahr fand auf Initiative der KKR erstmalig der Geierabend statt, die „westfälische Antwort“ auf die Stunksitzung in Köln. Dieser Alternativkarneval wird angeblich jährlich von mehr als 20.000 „Jecken“ besucht. Franziska Mense-Moritz (ex-Nachtschicht) und Martin F.Risse (Herr Schmöll) wirken neben vielen anderen in dieser Karnevalsrevue mit.
Neben der künstlerischen Arbeit und der Fort- und Weiterbildung ist die KKR seit Anbeginn auch kulturpolitisch tätig. Sie hat an der Erarbeitung von Förderkonzepten für die freie Szene mitgewirkt, andere kulturpolitische Interessenvertretungen wie den Dortmunder Kulturrat oder die Kooperative Freier Theater und das Büro für Freie Kulturarbeit NRW mitinitiiert.